# 平経正
平 経正（たいら の つねまさ）は、平安時代末期の平家一門の武将。歌人。平経盛の長男で、平敦盛の兄。平清盛の甥にあたる。

## 略歴

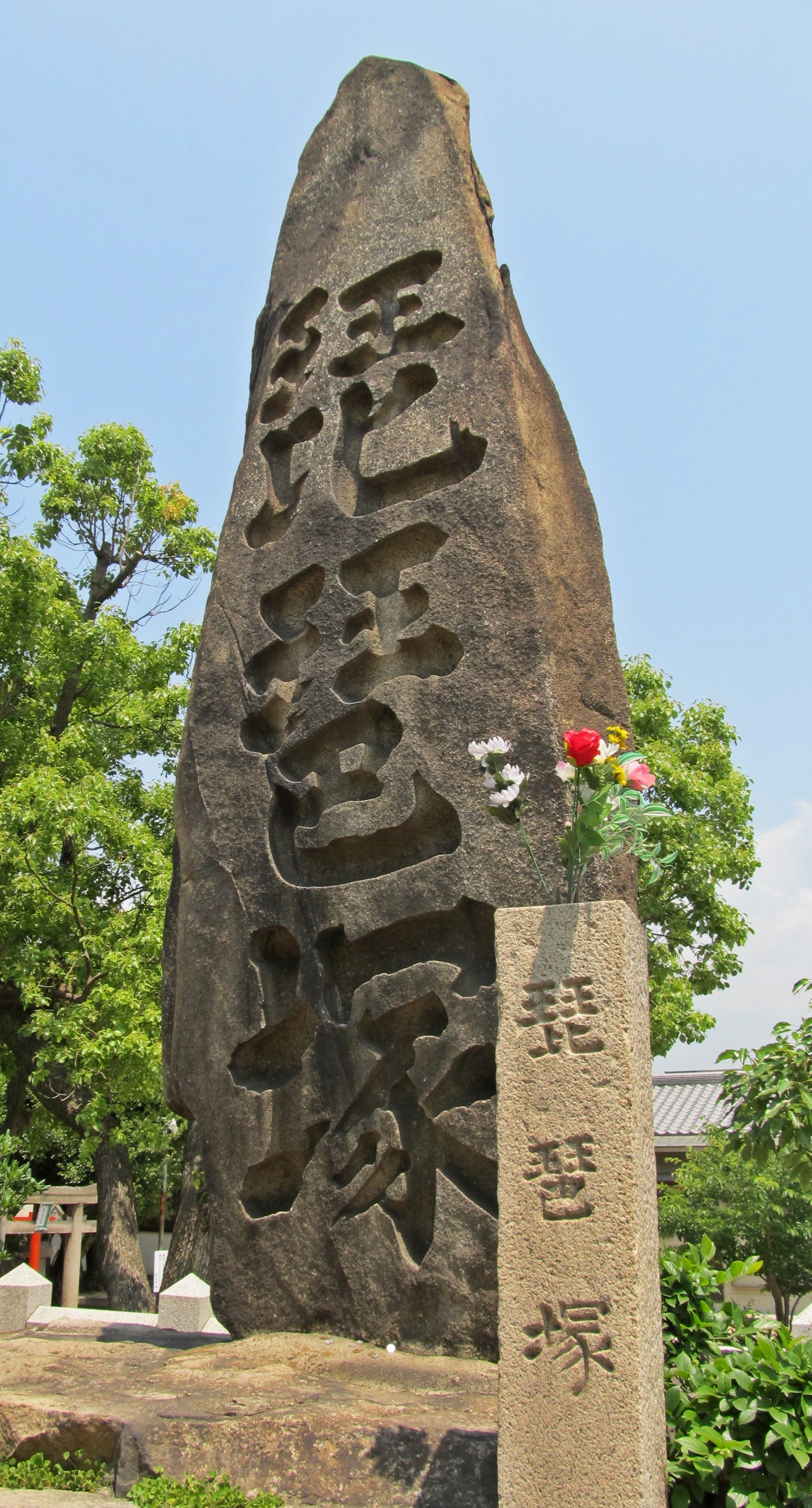
平経正の塚とされる琵琶塚（兵庫県神戸市兵庫区）

平家一門の中でも俊才として知られ、歌人として活躍した。家集に「経正朝臣集」がある。また平安貴族が愛用した楽器の琵琶の名手として名を上げた。藤原俊成や仁和寺五世門跡覚性法親王といった文化人と親交が深く、とりわけ覚性からは、経正が幼少時を仁和寺で稚児として過ごしたこともあり、楽才を認められ琵琶の銘器『青山』を下賜されるなど寵愛を受けた。
寿永2年（1183年）の平家都落ちの際に仁和寺に駆けつけ、拝領の『青山』を返上し和歌を残した逸話は、『平家物語』中「経正都落」、『源平盛衰記』中「経正仁和寺宮ヘ参リシ事」条などで著名である。
寿永3年（1184年）、一ノ谷の戦いにおいて、河越重房の手勢に討ち取られて戦死した。公式に確認されている子女はないが、後世では生嶋氏が平経正の子孫を称している。また能の演目である『経政』は、経正を題材とした修羅物である。

## 末裔
桂宮の諸大夫であった生島氏は経正の末裔とされる。

## 関連項目

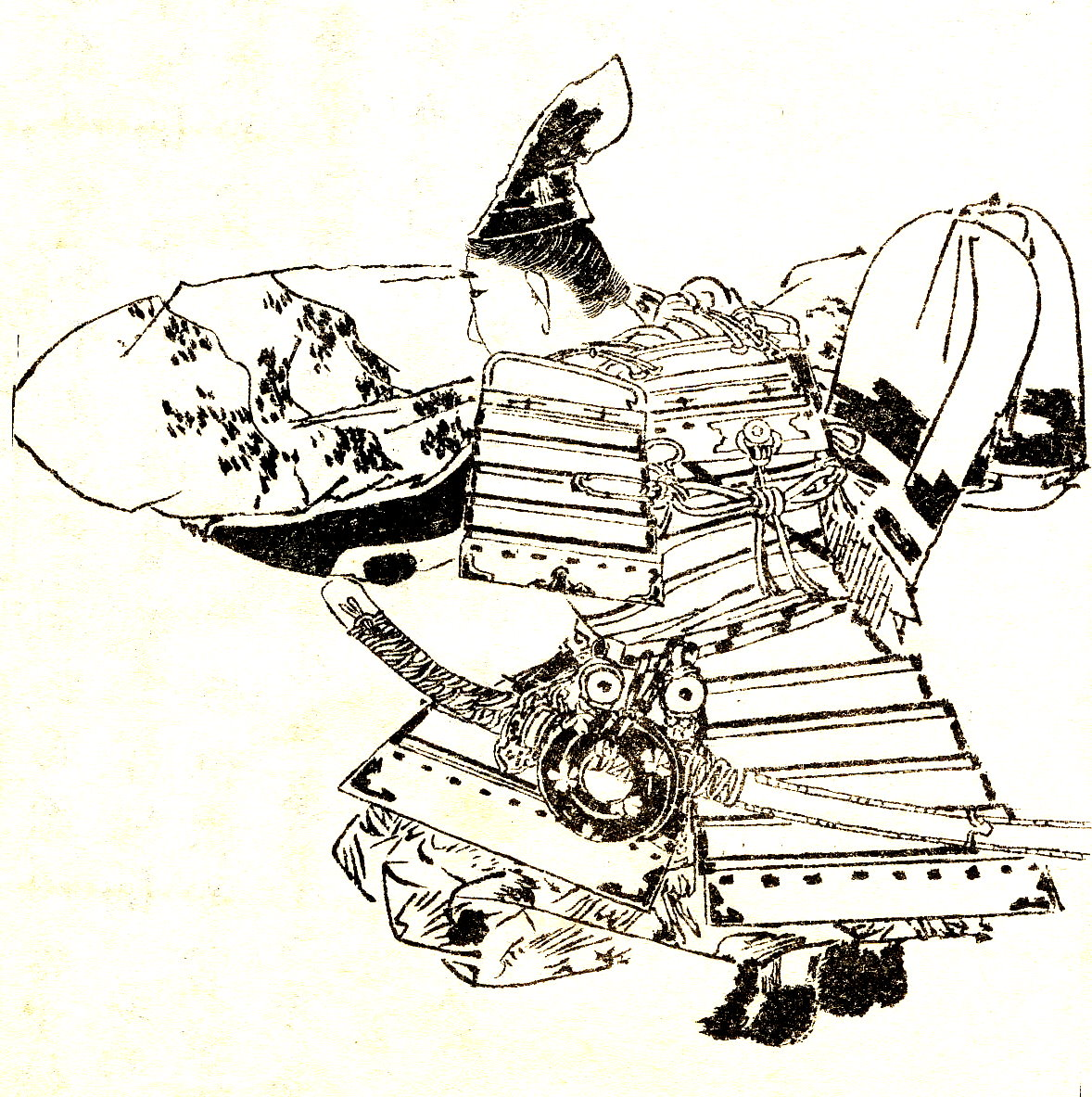
平経正（菊池容斎画）

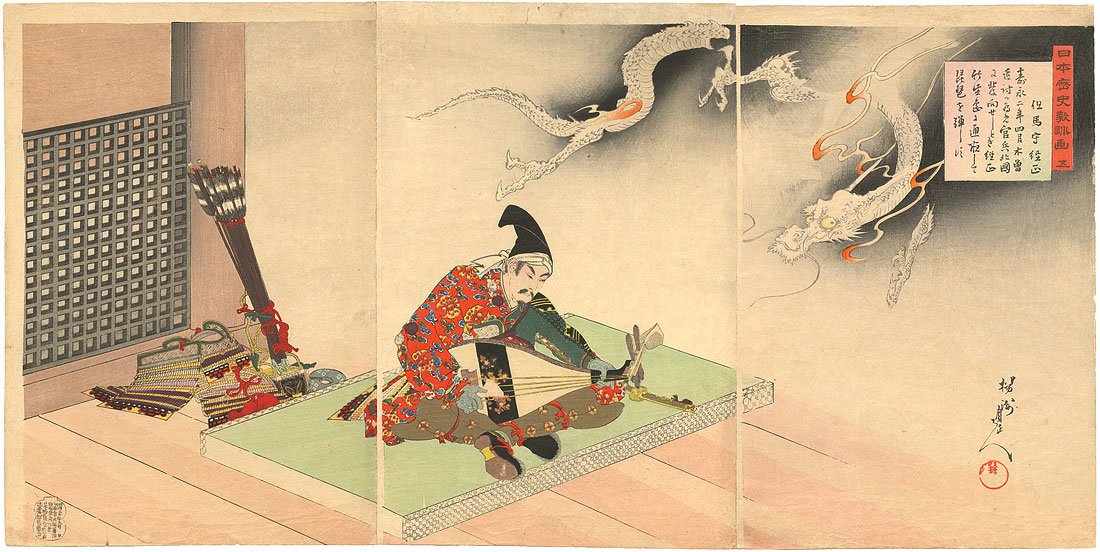
但馬守経正（楊洲周延『日本歴史教訓画』）

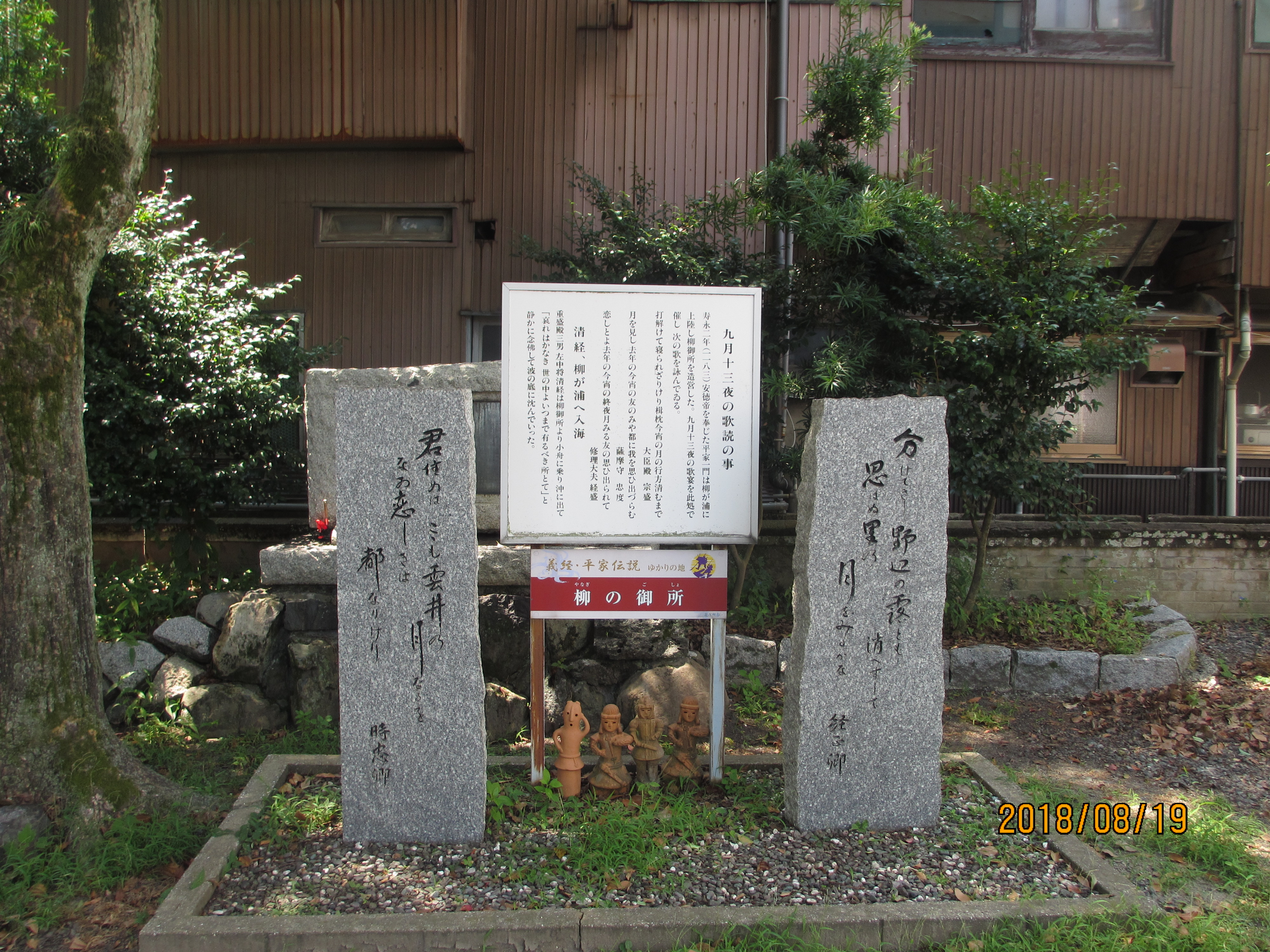
平経正卿歌碑（門司柳御所）